# Agrochimica
L'agrochimica o chimica agraria è lo studio della chimica, in particolare della chimica organica e della biochimica, in relazione all'agricoltura, in particolare per quanto riguarda la produzione agricola, la trasformazione delle materie prime e il monitoraggio e la bonifica ambientale. Questi studi sottolineano le relazioni tra piante, animali e batteri e il loro ambiente. In quanto branca delle scienze agrarie, l'agrochimica studia le composizioni chimiche e le reazioni coinvolte nella produzione, protezione e uso delle colture e del bestiame. Nell'ambito della ricerca di base, lo studio della disciplina abbraccia, oltre alla chimica in provetta, tutti i processi vitali attraverso i quali gli esseri umani ottengono cibo e fibre per sé stessi e nutrono i loro animali. A livello tecnologico e di scienza applicata, gli studi sono diretti al controllo di quei processi per aumentare la resa, migliorare la qualità e ridurre i costi. Un ramo importante di essa, la chemiurgia, riguarda principalmente l'utilizzo dei prodotti agricoli come materie prime chimiche.

## Storia dello studio dell'agrochimica
- Nel 1761 Johan Gottschalk Wallerius pubblica il suo lavoro pionieristico, Agriculturae fundamenta chemica (Åkerbrukets chemiska grunder).[1]
- Nel 1815 Humphry Davy pubblica Elementi di chimica agraria.[2]
- Nel 1842 Justus von Liebig pubblica Chimica Animale o Chimica Organica nelle sue applicazioni alla Fisiologia e alla Patologia.[3][4]
- Jöns Jacob Berzelius pubblica Traité de chimie minérale, végétale et animal (6 voll., 1845–50).[5]
- Jean-Baptiste Boussingault pubblica Agronomie, chimie agricole, et physiologie (5 voll., 1860–1874; 2ª ed., 1884).
- Nel 1868 Samuel William Johnson pubblica How Crops Grow,[6] e nel 1870 How Crops Feed: un trattato sull'atmosfera e il suolo in relazione alla nutrizione delle piante agricole.[7]
- Nel 1872 Karl Heinrich Ritthausen pubblica i corpi proteici in cereali, legumi e semi di lino. Contributi alla fisiologia dei semi per coltivazione, nutrizione e foraggi.[8]

## Legislazione

### Italia
I limiti di esposizione sono riferiti a una donna adulta di 70 kg di peso.
I limiti sono fissati per le singole sostanze, mentre per i prodotti agrari non è previsto un limite cumulativo della quantità complessiva di sostanze chimiche che possono essere utilizzate al loro interno.
I limiti si riferiscono ai principi attivi e non ai prodotti commerciali nel loro complesso (la cui tossicità può essere più elevata di quella del principio attivo).